# GPV Group A/S
GPV Group A/S (eller blot GPV, tidl. GPV International A/S ) er en dansk virksomhed, der producerer komplekse elektronik- og elektromekaniske produkter. Virksomheden har hovedsæde på Innovations Allé 7 i Vejle.
GPV Group A/S er en af Europas største EMS-producenter (Electronic Manufacturing Services) med komplekse løsninger inden for elektronik, egenproduktion af mekanik og kabeltræer, mekatronik og box-build, herunder ODM-design og engineering samt testudviklingsaktiviteter målrettet kunder langs hele værdikæden inden for high mix EMS-segmentet. GPV omsatte i 2023 for 10,4 mia. kr. Virksomheden beskæftiger cirka 8.500 medarbejdere på verdensplan, hvoraf 250 medarbejdere er ansat i Danmark. GPV har produktionsfaciliteter i Danmark, Estland, Finland, Kina, Mexico, Schweiz, Slovakiet, Sri Lanka, Sverige, Thailand, Tyskland og Østrig.

## Forretningshistorie
GPV Group A/S hed oprindeligt Glostrup Pladeværksted og blev senere omdøbt GPV Industri A/S. GPV Industri A/S blev børsnoteret i 1986 og opkøbte frem til 2005 en lang række virksomheder, inden selskabet gik i betalingsstandsning og siden konkurs. Virksomheden genopstod efter konkursen under navnet GPV International A/S. I forbindelse med konkursen af GPV Industri A/S blev selskaberne GPV International Tarm, GPV Electronics Aars, GPV Components Norge og GPV Asia Thailand samlet i en ny virksomhedsgruppe under GPV International. Efter samlingen af virksomhederne blev selskaberne GPV Teknik og GPV PCB afviklet i en konkursbegæring i juni 2009.
Blandt hovedaktionærerne i GPV Industri var Arbejdsmarkedets Tillægspension (ATP) med en aktieandel på 13,7 pct. og Nordea med en andel på 9,9 pct.
GPV International fik nye ejere i 2016, da koncernen blev opkøbt af industrikonglomeratet Schouw & Co.. Ejerskiftet var en realitet per 1. april 2016 til en købssum på 400 mio. kr. Schouw & Co så blandt andet mulighed for at udvide GPVs globale tilstedeværelse med etablering af et nyt selskab tættere på det amerikanske marked. På opkøbstidspunktet var GPV etableret med hovedsæde og produktion i Danmark samt produktionsfaciliteter i Thailand. I Thailand tog GPV i øvrigt et helt nyt lager på 2.300 kvm. i brug i 2019 .
Allerede en måned senere, i maj 2016, besluttede GPVs bestyrelse at sætte gang i etableringen af egen produktion i Mexicos næststørste by Guadalajara. Indledningsvist etableredes en fuld SMT-produktionslinje. Frem mod 2020 er det ambitionen at have 300 medarbejdere ansat i Mexico.
GPV foretog per 1. marts 2017 et opkøb af den Horsens-baserede elektronik-producent BHE A/S, tidligere Bent Hede Elektronik. Opkøbet skete som led i en vækststrategi, der har som mål at løfte GPVs omsætning fra 850 mio. kr. i 2015 til 1,5 mia. kr. i 2020, og det skulle samtidig konsolidere GPV på det nordeuropæiske hjemmemarked.
Da omsætningen ramte næsten 1,2 mia. kr. i 2017, blev en ny ambitiøs målsætning om at ramme en omsætning på 2,5 mia. kr. i 2022 fremsat. Dette mål blev dog allerede indfriet i slutningen af 2018, da det blev offentliggjort, at GPV ville opkøbe den Schweiziske konkurrent CCS Group med virkning fra 1. januar 2019. Efter opkøbet realiserede GPV en samlet omsætning på 2,86 mia. kr. i 2019 med et samlet antal medarbejdere på 4.000 .
I juni 2022 indgik ejerne bag GPV og den schweiziske konkurrent Enics en aftale om at lægge de to virksomheder sammen, og fusionen blev gennemført pr. 3. oktober 2022. Sammenlægningen betyder, at det nye selskab, som er fortsat under navnet GPV Group A/S, er den næststørste EMS- virksomhed i Europa. Årsregnskabet for 2023 viste, at GPV har omsat for 10,4 mia. kroner, hvilket svarer til en ottedobling på fem år. Virksomheden forventer et lavere aktivitetsniveau i 2024 med en realiseret omsætning for 2024 i størrelsesordnen 9,1-9,7 mia. kr.
Grundet stor efterspørgsel byggede GPV Group i 2023 ny elektronikfabrik på Sri Lanka samt en ny mekanikfabrik i Thailand, ligesom der er lavet mindre udvidelser på tre af de europæiske fabrikker, som har skullet afhjælpe kaaciteten på kort sigt. Ligeledes fordobles arealet af produktionen i Mexico med forventet ibrugtagning i foråret 2024. I første kvartal af 2024 forventer GPV desuden at tage en ny fabrik i Slovakiet i brug.

## Certificeringer
Alle GPVs fabrikker er ISO 9000-certificeret. GPV Electronics Danmark, Schweiz, Mexico & Thailand er ISO 13485 og UL 508A certificeret. Med UL 509A-certificeringen i 2014 lever GPV op til krav i forhold til produktion af kontrolpaneler til det amerikanske og canadiske marked. ISO 13485-certificeringen kom i 2011 på baggrund af stigende efterspørgsel fra kunder i medicinalindustrien. Med certificeringen lever GPV op til formaliserede krav inden for medicinalindustrien til dokumentation og sporbarhed.

## Lokationer
GPV Group A/S har aktiviteter på følgende lokationer:

### Europa
- Danmark: Vejle, Aars, Tarm
- Estland: Elva
- Finland: Lohja, Oulu, Vantaa
- Schweiz: Lachen, Lyss, Mendrisio
- Slovakiet: Hlohovec, Nova Dubnica
- Sverige: Västerås
- Tyskland: Aichach, Hildesheim, Sexau
- Østrig: Frankenmarkt, Rottenmann

### Asien
- Kina: Beijing, Suzhou, Zhongshan
- Sri Lanka: Kochchikade
- Thailand: Bangkok

### Nordamerika
- Mexico: Guadalajara

## Historie
- 1961: Knud W. Hansen grundlægger Glostrup Plade Værksted
- 1979: Produktionsfaciliteter etableres i Tarm
- 1986: GPV Industri A/S børsnoteres
- 1990: Davidson & Dühring opkøbes
- 1995: Elbau Contracting Manufactoring og Lyngsø Manufactoring opkøbes
- 1998: Sieker Print, Danprint og Nordplast opkøbes
- 1999: Produktionsfaciliteter etableres i Bangkok, Thailand
- 2000: Esko-Graphics, Schweitz og Danmark overtages
- 2002: ABB Facilities i Skien, Norge, overtages
- 2003: Chamitalic og Printca opkøbes
- 2005: Produktionsfaciliteter etableres i Suzhou, Kina
- 2009: GPV Industri A/S går i betalingsstandsning og indgiver den 22. juni konkursbegæring
- 2009: GPV International A/S er nyt moderselskab
- 2011: Frasalg af produktionsfaciliteter i Schweiz
- 2011: Faciliteterne i Glostrup lukkes ned
- 2013: Ny mekanikfabrik i Thailand tages i brug
- 2015: Ny elektronikfabrik i Thailand tages i brug
- 2016: Schouw & Co køber GPV International A/S
- 2016: Produktionsfaciliteter etableres i Mexico
- 2017: BHE opkøbes
- 2018: Udvidelse af Thailandske fabrikker planlagt
- 2019: Schweiziske CCS Group opkøbes
- 2020: Winning our Future strategi lanceres
- 2021: GPV fejrer 60 års fødselsdag
- 2022: GPV fusionerer med Enics og ændrer navn til GPV Group A/S
- 2023: GPV udvider fabrikskapaciteten i Sri Lanka og Thailand